# Абу Надер, Фуад
Фуад Абу Надер (араб. فؤاد أبو ناضر‎;
27 июня 1956, Баскинта) — ливанский правохристианский политик и боевик, активный участник гражданской войны. Видный деятель фалангистской партии Катаиб, командующий Ливанскими силами в 1984—1985. Внук Пьера Жмайеля, племянник Башира Жмайеля. Считался одним из лучших командиров правохристианских сил. В 1990-х — активист движения за суверенитет Ливана, организатор группы ветеранов-фалангистов, после Кедровой революции — основатель Фронта свободы. Известен также как медик, предприниматель и общественный деятель.

## Медик и фалангист
Родился в авторитетной маронитской семье. Мать Фуада Абу Надера — дочь Пьера Жмайеля, основателя фалангистской партии Катаиб.
Учился на медицинском факультете Американского университета Бейрута. Из-за начала военных действий прервал учёбу, затем продолжил образование в Университете Святого Иосифа. Получил диплом врача в 1982 году.
Фуад Абу Надер с юности придерживался крайне правых взглядов, был убеждённым ливанским националистом и антикоммунистом. Уже в 1970 году, 14-летним, он примкнул к партии Катаиб, возглавляемой его дедом шейхом Жмайелем. Стал боевиком фалангистской милиции. В 1974 Фуад Абу Надер участвовал в своём первом бою с боевиками ООП.

## Командир гражданской войны
В 1975 году в Ливане началась гражданская война. Фуад Абу Надер быстро выдвинулся в полевые командиры фалангистов. Участвовал в боях с ООП и ПСП, в том числе в крупнейшем сражении первого этапа войны — осаде Тель-Заатара. Несколько раз был ранен. Служил в элитном отряде BG под командованием своего дяди Башира Жмайеля-младшего. Выполнял специальные поручения Пьера Жмайеля и Уильяма Хауи.
Фуад Абу Надер проявил выдающиеся военные и командные качества. В фалангистской милиции возникло поверье, что он никогда не проигрывает боёв.
В 1976 году правохристианские силы — Катаиб, Национал-либеральная партия, Стражи кедров, Танзим, Ливанское молодёжное движение — создали политическую коалицию Ливанский фронт с военным крылом Ливанские силы. Фуад Абу Надер стал одним из руководителей оперативного командования «Ливанских сил». Сыграл одну из ключевых ролей в крупнейшем сражении 1981 года — Битве при Захле.

Если бы мне пришлось награждать кого-то высшей медалью нашего Сопротивления, я конечно удостоил бы этой награды нашего величайшего бойца Фуада Абу Надера.

Башир Жмайель

В августе 1982 Башир Жмайель был избран президентом Ливана и вскоре погиб в результате теракта. Командование «Ливанскими силами» и фалангистской милицией Жмайель-младший незадолго до смерти передал Фади Фрему. Начальником штаба «Ливанских сил» был назначен Фуад Абу Надер.
Палестинские источники обвиняют Фуада Абу Надера в причастности к резне в Сабре и Шатиле. Однако имеющаяся информация прямо не подтверждает его непосредственного участия, достоверно известно лишь о присутствии Фуада Абу Надера на месте событий уже после резни.
Неудачные действия против сирийцев войск, ополчения друзов и Амаль в Горной войне 1983—1984 привели к отстранению Фади Фрема. Командование «Ливанскими силами» принял Фуад Абу Надер. Ему удалось стабилизировать ситуацию, остановив наступление просирийских сил.

## В годы раскола. Борьба против сирийской оккупации
В конце 1985 года (вскоре после смерти Пьера Жмайеля) в руководстве Катаиб и «Ливанских сил» произошёл раскол. Ильяс Хобейка и Самир Джааджаа подняли мятеж против Амина Жмайеля (в то время президента Ливана) и Фуада Абу Надера.
Фуад Абу Надер располагал ресурсами для подавления бунта, но сразу отказался от силового сопротивления и подал в отставку.

Как я объясню матерям, за что погибли их сыновья? За то, чтобы я оставался начальником «Ливанских сил»?

Фуад Абу Надер

Между Хобейкой и Джааджаа возникла своя междоусобица, в ходе которой в январе 1986 победу одержал Джааджаа. После этого Хобейка ещё теснее сошёлся с сирийскими властями и спецслужбами.
Фуад Абу Надер оставался видным политиком Катаиб. Он всеми способами пытался отстоять независимость Ливана от Сирии. Решительно осудил договорённости, заключённые Хобейкой в Дамаске. В 1989 году Фуад Абу Надер отверг Таифские соглашения о политическом урегулировании, поскольку считал их легитимацией сирийского контроля над Ливаном. Возглавлял акции протеста против Таифских соглашений.
В 1990 году Фуад Абу Надер поддержал антисирийское восстание генерала Мишеля Ауна. Однако оно быстро переросло в очередной внутренний конфликт правохристиан — между генералом Ауном и Самиром Джааджаа. Фуад Абу Надер безуспешно пытался предотвратить это столкновение.
В период сирийской оккупации 1990—2005 Фуад Абу Надер подвергался судебному преследованию, исключался из Катаиб, принуждался к эмиграции. Однако он сумел консолидировать авторитетную группу фалангистских ветеранов гражданской войны и создал т. н. «оппозиционную Катаиб». Был организатором антисирийских протестных выступлений, в том числе студенческих. Массовые антисирийские демонстрации националистов в Баабде (Горный Ливан) 1990 года проходили под портретами Фуада Абу Надера.

## Кедровая революция и возвращение в Катаиб. Основание Фронта освобождения
В 2005 году Фуад Абу Надер активно участвовал в Кедровой революции. Он восстановил членство в Катаиб, причём занял в партии позицию социальной демократии. По его инициативе в 2007 году был создан Фронт свободы — движение за суверенитет Ливана, полную независимость от Сирии, единство христианской общины, конструктивный диалог с мусульманами, национально-конфессиональное равноправие и социально-демократические преобразования. Фронт позиционируется как продолжатель идейных традиций Шарля Малика.
При этом Фуад Абу Надер сохраняет верность традиции Катаиб:

Фаланга гордится своим прошлым.

Фуад Абу Надер является решительным противником сирийского вмешательства в Ливане и исламистской группировки Хезболла. Он негативно относится к присутствию в Ливане беженцев из Сирии. Однако он предлагает решать конфликты с Сирией на основе мирных договорённостей. Поддержал соглашение, которое Свободное патриотическое движение Мишеля Ауна заключило с «Хезболла». Призывает создать в Ливане гражданскую национальную гвардию, интегрировать и переориентировать рядовых бойцов «Хезболла».
Во время «ракетной войны» 2006 года Фуад Абу Надер обратился к ООН с призывом организовать международное «гражданское присутствие» и помочь ливанским властям в разоружении «Хезболла» и налаживании контроля над границами с Сирией и Израилем. Он также призвал ООН помочь в освобождении политзаключённых-ливанцев из сирийских и израильских тюрем.

Решение проблемы должно быть радикальным и окончательным. Эта война должна стать последней на ливанской земле.

Фуад Абу Надер

Поддерживает президента Мишеля Ауна, считая его наиболее авторитетным их христианских политиков Ливана (в особую заслугу ставит Ауну прежние связи с Баширом Жмайелем). Несмотря на идеологическую близость и общность традиции, сложными остаются отношения Фуада Абу Надера с Самиром Джааджаа.
Фуад Абу Надер позиционируется как продолжатель традиции Башира Жмайеля. При этом он и его единомышленники подчёркивают, что взгляды Башира включали в себя не только военно-политическую, но и социально-экономическую составляющую, сформулированную в духе солидаризма.

Это был проект нового Ливана. Искоренить коррупцию и политический феодализм. Объединить христиан и мусульман. Он хотел создать в Ливане модель для всего мира.

В 2014 году Фуад Абу Надер уступил формальное председательство во Фронте свободы Хасану Абу Джуде. Это не привело к политическим изменениям, поскольку новый председатель полностью разделяет позиции Абу Надера.

## В протестах 2019
В октябре 2019 Ливан охватили массовые протесты с участием более миллиона человек. Протестующие выступили против всех групп политической элиты. Они в жёсткой форме выражали недоверие и отторжение всем известным политикам — даже тем, кто высказывался в поддержку демонстраций. Единственным исключением оказался Фуад Абу Надер.
Наблюдатели отмечали, что его — и только его — демонстранты встречают «с распростёртыми объятиями», тогда как другие политики, в том числе его давние соратники, «не решаются сунуть нос на улицу». Это объясняется активной социальной позицией Фуада Абу Надера, конкретной работой его организаций в помощь малоимущим.

## Бизнес и общественная деятельность
Наряду с политической деятельностью, Фуад Абу Надер активно занимается медициной и бизнесом. Он возглавляет компанию Tanit,которая осуществляет международные поставки медицинского оборудования.
Фуад Аббу Надер состоит в руководстве нескольких социальных объединений и благотворительных организаций. Особое внимание уделяет развитию общественной системы здравоохранения. Проводит также символические акции — например, высаживание кедров в память о погибших в результате терактов.

## Частная жизнь
Фуад Абу Надер женат, имеет трёх сыновей и дочь. Сестра Фуада Абу Надера замужем за Фади Фремом.
Увлекается плаванием, дайвингом, парашютным спортом и шахматами.